# Barolo (DOC)
Pour les articles homonymes, voir Barolo.
Le barolo, « roi des vins, vin des rois », est un vin italien du Piémont, dont le nom vient de la commune de Barolo. Le cépage principal de l'appellation est le nebbiolo.

## Type de vin
Les barolos présentent beaucoup de similitudes avec la classification et la vinification des vins de Bourgogne.

## Encépagement
Ils sont normalement issus d'un cépage unique (100 % nebbiolo).

## Appellations communales
Les appellations communales sont Barolo (c’est-à-dire barolo issu de la zone d'appellation entourant le village de Barolo), La Morra, Monforte d'Alba, Castiglione Falletto et Serralunga d'Alba, toutes situées dans la province de Coni.

## Crus
Les barolos ne sont pas classés en « premier cru » et « grand cru » à la façon bordelaise ou bourguignonne mais la notion de cru est bien présente. À titre d'exemple, deux crus de Monforte d'Alba sont Sori Ginestra et  Bussia.

## Vinification
La durée minimale d'élevage est fixée à 24 mois, dont au minimum 18 mois sous bois.

## Production, commercialisation, consommation
Il est rarement planté au-delà de 250 ou 300 mètres d'altitude sous peine de ne pas mûrir. 
Le barolo compte 1 200 propriétaires sur 2 100 hectares : beaucoup n'exploitent que de très petites surfaces.
Le vin a une grande aptitude au vieillissement. 
Ce vin se marie bien avec des viandes rouges en sauce, viandes braisées, gibier à poil et avec des plats à base de champignons.

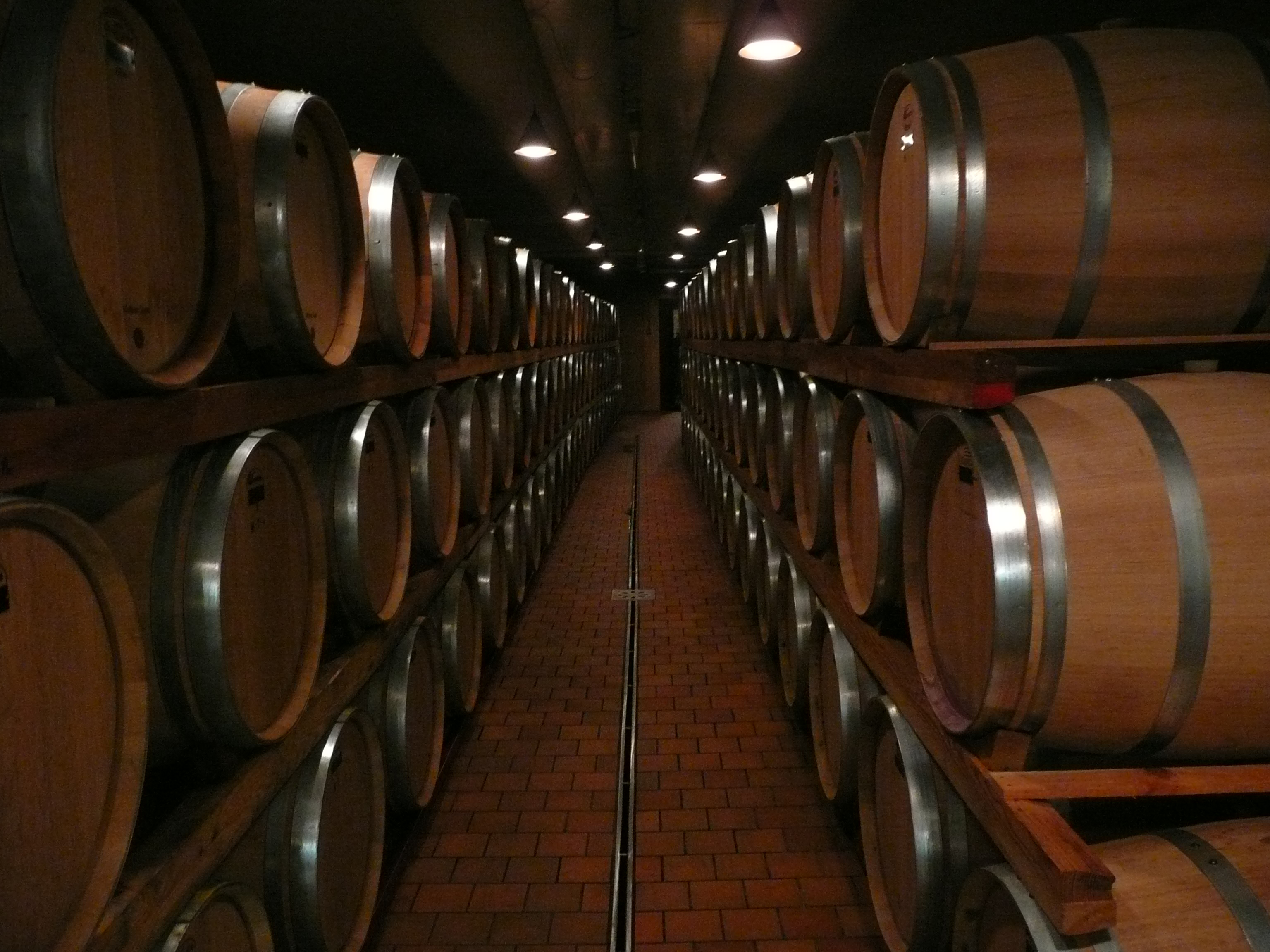
Cave de Barolo.
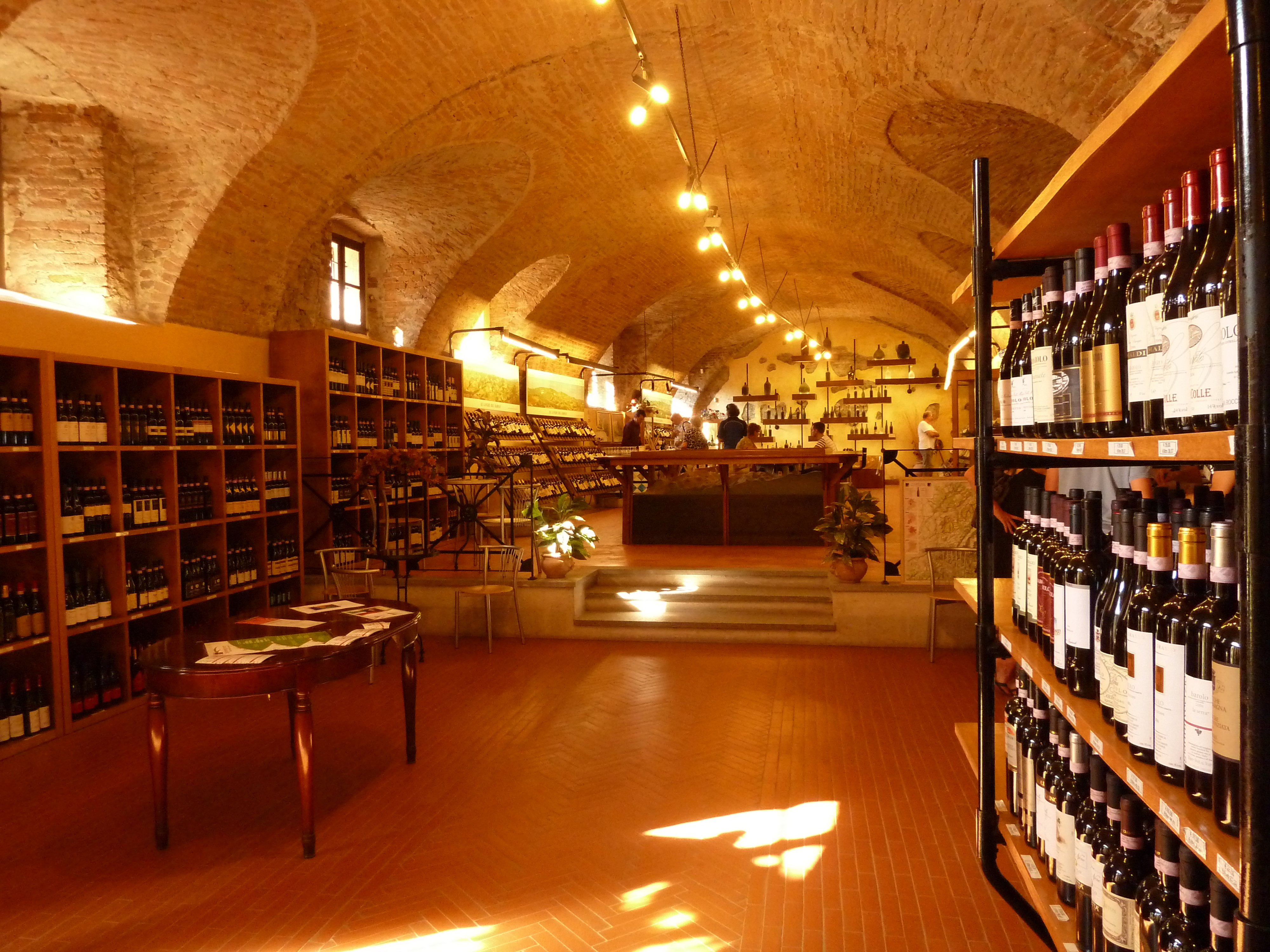
Œnothèque régionale du Barolo.
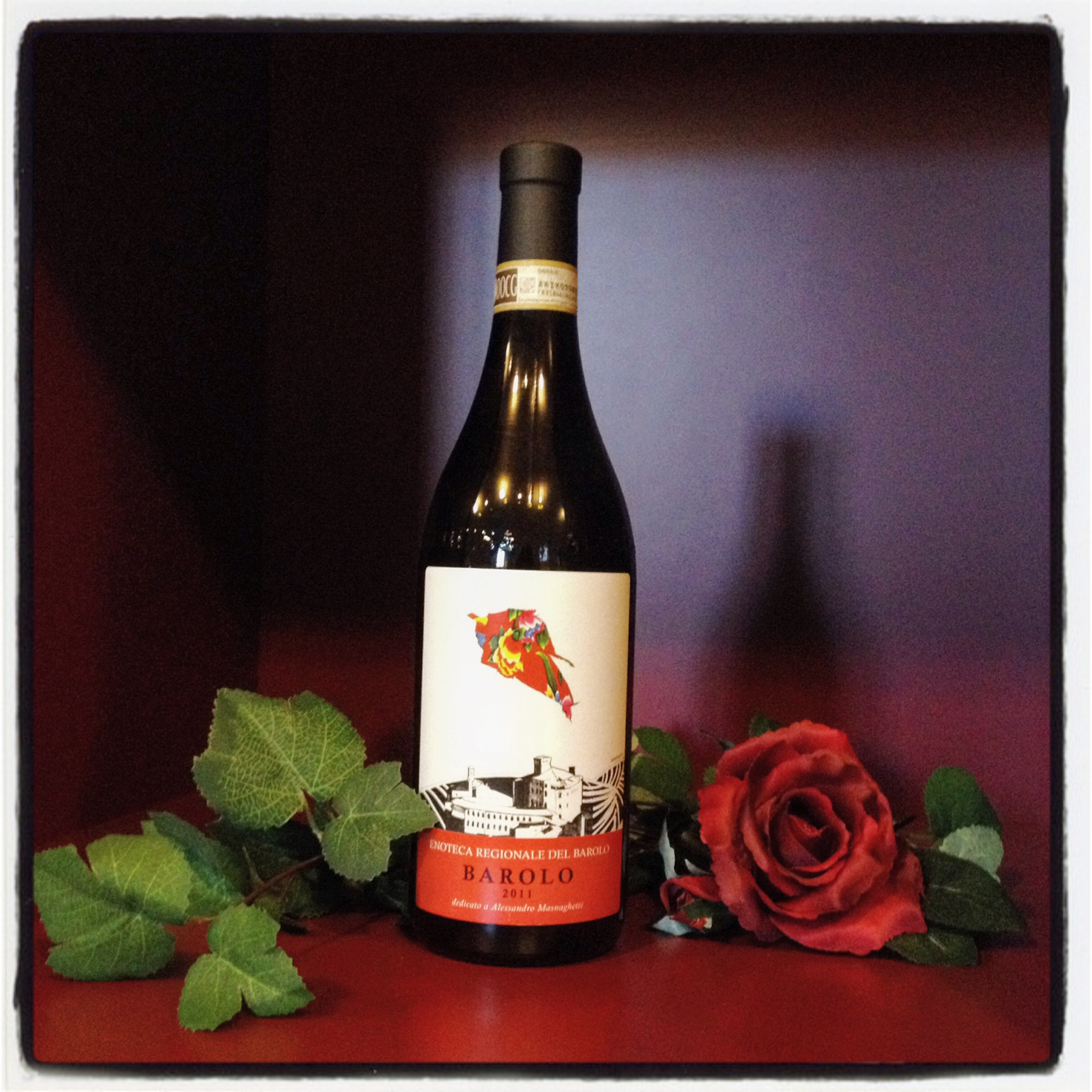
Bouteille de Barolo.